# Grundgesetz
Grundgesetz (dansk Grundlov) forkortet "GG" hedder Tysklands grundlov, som blev vedtaget i 1949 af de vesttyske delstater i de allieredes besættelseszoner. Bayern stemte som eneste delstat imod, men vedtagelsen krævede blot 2/3 af delstaternes godkendelse for at den kunne træde i kraft. Med vedtagelsen af Grundgesetz blev etableret det forfatningsretlige grundlag for Forbundsrepublikken Tyskland (Bundesrepublik Deutschland).
Ved Tysklands genforening i 1990 optog Forbundsrepublikken de delstater, der samlet havde udgjort DDR (Mecklenburg, Brandenburg, Sachsen-Anhalt, Sachsen, Thüringen).
Grundgesetz giver tyske statsborgere uforanderlige grundlæggende rettigheder, hvilket er er en vigtig del af Tysklands Grundlov.

## Forhistorie
Foranlediget af den kolde krigs begyndelse og den stigende antagonisme mellem øst og vest stod det i 1947 klart, at de vestallierede ikke ville kunne enes med Sovjetunionen om en løsningsmodel for det Tyskland, de havde delt i besættelseszoner imellem sig. Man besluttede derfor at lade den af de allierede besatte vestlige del af Tyskland, de franske, britiske og amerikanske besættelseszoner, oprette sig selv som stat. Denne statsform skulle bygge på demokratiske rettigheder og værdier.
I 1948 samledes repræsentanter fra de vesttyske delstater under ledelse af den senere forbundskansler Konrad Adenauer i Bonn for at enes om en forfatning.
Udgangspunktet for forhandlingerne skulle efter allieret krav være baseret på en række dokumenter, som de allierede lige havde vedtaget i Frankfurt. I dem blev der bl.a. stillet krav om, at en fremtidig vesttysk statsdannelse skulle bygge på demokratiske regler, og at den nye stat skulle have en føderalistisk struktur.

## Centralt indhold
Meget af diskussionen omkring Tysklands nye forfatning kom til at dreje sig om, hvad der havde fået den første demokratiske republik i tysk historie, Weimarrepublikken, til at gå under i 1933. Det var især læren fra den forfejlede republik, der kom til at præge den vesttyske forfatning. Vigtigste nye tiltag var:
- Den nye republik fik en svag præsidentfunktion. Weimarrepublikkens dødsstød havde efter manges mening været præsidentens store mulighed for at ignorere parlamentet og på egen hånd udnævne en kansler. Endvidere kunne præsidenten ophæve parlamentet, når det passede ham. Overkommandoen over hæren gav præsidenten i Weimartiden øgenavnet ”Ersatzkaiser” . I den nye forfatning blev hæren underlagt regeringen og dermed parlamentarisk kontrol. I den nye forfatning havde præsidenten i det hele taget mest karakter af kransekagefigur uden reelle beføjelser.
- Konstruktivt mistillidsvotum. I Weimarrepublikken havde oppositionen vid mulighed for at vælte regeringer. Ikke færre end 15 forskellige kanslere nåede at regere i republikkens 14-årige levetid. Med det konstruktive mistillidsvotum kunne man kun vælte en regering, hvis man selv kunne stille med en kanslerkandidat med flertal i parlamentet. Denne ordning kunne forhindre radikale yderpartier i at vælte centrumregeringer, noget som nationalister og kommunister trods deres væsensforskellighed havde gjort flittigt brug af under Weimarrepublikken. Det skulle også bane vejen for et mere stabilt politisk klima.
- Forfatningsdomstolen (Bundesverfassungsgericht) fik en meget vigtig rolle. Den skulle kunne forbyde partier og organisationer, der misbrugte de friheder Grundgesetz gav tyske borgere til at plædere for afskaffelsen af samme rettigheder.
- En spærregrænse på 5% skulle gøre det svært for små yderligtgående partier at opnå indflydelse. Derved håbede man at kunne holde radikale småpartier helt udenfor.

## Grundgesetz og genforeningen 1990
I forbindelse med Berlinmurens fald og DDR's sammenbrud i 1989/1990 blev det heftigt diskuteret, under hvilke forhold man skulle forene Tyskland. Det blev bl.a. foreslået, at man skulle lave en helt ny forfatning for det nye Tyskland. Den endelige fremgangsmåde blev dog at lade DDR opløse sig selv og derefter lade de forskellige delstater i DDR indlemme sig en for en. Det kunne man gøre ifølge forfatningens artikel 23, der muliggjorde tyske landes frivillige indtræden i Vesttyskland. Tyskland er derfor i dag en fortsættelse af den vesttyske stat, der med vedtagelsen af Grundgesetz den 23. maj 1949 blev dannet. Indlemmelsen af de østtyske delstater fandt sted den 3. oktober 1990.

## Betydning og kritik
"Grundgesetz" er blevet symbolet på succesfuld statsdannelse. Med Grundgesetz fik Tyskland en god, stabil og klar forfatning, der indeholdt mange gode forordninger, der kunne sikre demokratiet. Forfatningsdomstolen har i tysk demokratisk historie været en vigtig del af udviklingen af demokratiet i Tyskland.
Det diskuteres dog, hvor meget en forfatning betyder i udviklingen af en stabil demokratisk stat, men Grundgesetz bruges alligevel i dag ofte som model for, hvordan en forfatning skal se ud for en ny stat, der ikke har tradition for demokrati.